# Bodens helikopterflygplats
Bodens helikopterflygplats eller Bodens heliport (IATA: -, ICAO: ESPG) är en helikopterflygplats i Boden.

## Historik
Helikopterflygplatsen togs officiellt i bruk den 14 februari 1959 i samband med att Arméns helikopterkurs 1958/59 lokaliseras till Boden Arméns helikopterskola organiseras formellt som skolförband den 1 november 1959, och helikopterutbildningen startades med tre Hkp 2 samt nio stycken inhyrda Bell 47.
Efter att Bodens kommun under en längre tid ansökt om att få överta helikopterflygplatsen, i syfte att bygga bostäder, ansökte Försvarets fastighetsnämnd (FFN) hos ÖB den 20 februari 1969 att flytta Helikopterskolan. En utredning kom fram till att Helikopterskolan skulle kunna flyttas till Vidsels flygplats. När detta blev känt för kommunen ändrades stadsplanen omgående, i syfte att behålla helikopterskolan.
Den 1 juli 1991 bildad Arméflygcentrum och lokaliseras till Bodens helikopterflygplats. Arméflygcentrum byte 1994 namn till Arméns flygcentrum (AFC) och var aktivt fram till 1997.
År 2004 blev helikopterflygplatsen Europas modernaste, genom att ett instrumentlandningssystem (ILS) installerats vid helikopterflygplatsen.
I samband försvarsbeslutet 2004 lämnade Norrlands helikopterskvadron Boden för att samlokaliseras med F 21 Luleå på Luleå flygplats. Den 17 juni 2005 avvecklades Norrlands helikopterskvadron i Boden, och den 30 juni 2005 förklarades helikopterflygplatsen avvecklad. I juni 2006 köpte Bodens kommun ett större område i södra Boden från Fortifikationsverket. Där flygplatsen och före detta Norrlands ingenjörkår (Ing 3) ingick i köpet. Syftet med köpet var bland annat att bygga bostäder och utveckla delar av området till ett eventområde.
Genom att helikopterskvadronen lämnade Boden, kom Försvarsmakten att koncentrera sin helikopterverksamhet till Malmens flygplats utanför Linköping, Luleå flygplats, Såtenäs flygplats utanför Lidköping och till Ronneby flygplats i Blekinge.

## Olyckor och tillbud
- 14 september 1964 totalhavererar en Hkp 2 i Rågraven nordväst om Boden (eller Rågraven nordväst om Kalix).[3]
- 7 oktober 1970 döms värnpliktig brandman till 15 dagars disciplinbot om 5 kronor/dag, med bakgrund till vägran att bära hårnät, trots sitt långa hår.[9]
- 24 april 1975 havererar en Hkp 6 i Avafors, 20 km nordost om Boden.[9]
- 2 juli 1980 genomförs den första utryckningen med en ambulanshelikopter från Boden, detta i samband med en MC-olycka utanför Kalix.[10]
- 1986, en värnpliktig mekaniker avlider i samband med en helikopterolycka i Boden.[10]

## Flygenheter
| Förbandskod | Förbandsnamn                 | Aktivt    | Kommentar                                         |
| ----------- | ---------------------------- | --------- | ------------------------------------------------- |
| HkpS        | Arméns helikopterskola       | 1959-1980 | Namnändring 1980 till AF 1                        |
| AF 1        | Norrbottens arméflygbataljon | 1980–1997 | Uppgick 1998 i Norrlands helikopterbataljon       |
| AFC         | Arméflygcentrum              | 1991-1994 | Namnändrat till Arméns flygcentrum                |
| AFC         | Arméns flygcentrum           | 1994-1997 | Avvecklad 1997                                    |
| 1. hkpbat   | Norrlands helikopterbataljon | 1998-2000 | Namnändrat 2000 till Norrlands helikopterskvadron |
| 1. hkpskv   | Norrlands helikopterskvadron | 2000-2005 | Omlokaliserad 2005 till Luleå                     |